# Mom's Got a Date with a Vampire
Mom's Got a Date with a Vampire (título en español: Un vampiro para mamá) es una película original de Disney Channel transmitida por primera vez en Canadá el 13 de octubre del 2000, por Disney Channel. Fue dirigida por Steve Boyum y protagonizada por Matt O'Leary, Laura Vandervoort y Myles Jeffrey.

## Reparto
- Matt O'Leary - Adam Hansen, el protagonista. El hijo del medio de la familia.
- Laura Vandervoort - Chelsea Hansen. El segundo personaje principal. La hija más grande de la familia.
- Myles Jeffrey - Taylor Hansen. El tercer personaje principal. El niño más joven de la familia.
- Caroline Rhea - Lynette Hansen. La mamá de Adam, Chelsea y Taylor.
- Charles Shaughnessy - Dimitri Denatos. El antagonista principal de la película.
- Robert Carradine - Malachi Van Helsing. El cazador de vampiros.
- Jake Epstein - Duffy. El mejor amigo de Adam.
- J. Adam Brown - Boomer. Un chico que le gusta a Chelsea.

## Equipo técnico
- Director: Steve Boyum
- Producción ejecutiva:  Clifford Alsberg, Michael J. Nathanson, Don Schain y Bettina Sofia Viviano
- Música: Christopher Brady
- Director de fotografía: Michael Storey
- Editor: Alan Cody

## Controversia
Tras su estreno en Zoog Disney en 2000, Disney recibió muchas quejas acerca de una toma en la que Dimitri se lame los labios mientras mira al perro de la familia, supuestamente porque estaba interesado en un festín con él.[cita requerida] La escena fue eliminada de posteriores transmisiones, y a partir de 2010 no está disponible en ningún DVD o VHS . A pesar del tema de Halloween de la película, Disney optó por no pasarla en octubre de 2010, se había mostrado hasta ese momento, también en 2019, durante el lanzamiento de la plataforma Disney+, que se añadió esta película en la plataforma, también optaron en no agregar esta escena.[cita requerida]